# Dägerlen
Dägerlen är en ort och kommun i distriktet Winterthur i kantonen Zürich, Schweiz. Kommunen har 1 126 invånare (2023).
Kommunen består av de fem byarna Bänk, Berg, Dägerlen, Rutschwil och Oberwil.  